# پادگان مالک اشتر
پادگان مالک اشتر یک منطقهٔ مسکونی در ایران است که در دهستان معصومیه واقع شده‌است. پادگان مالک اشتر ۲۳۱ نفر جمعیت دارد.